# Harlowton
Harlowton ist eine Kleinstadt im US-Bundesstaat Montana. Der Verwaltungssitz des Wheatland Countys wurde 1900 als Bahnhof gegründet und ist nach dem Präsidenten der Montana Railroad, Richard A. Harlow, benannt.

## Geografie

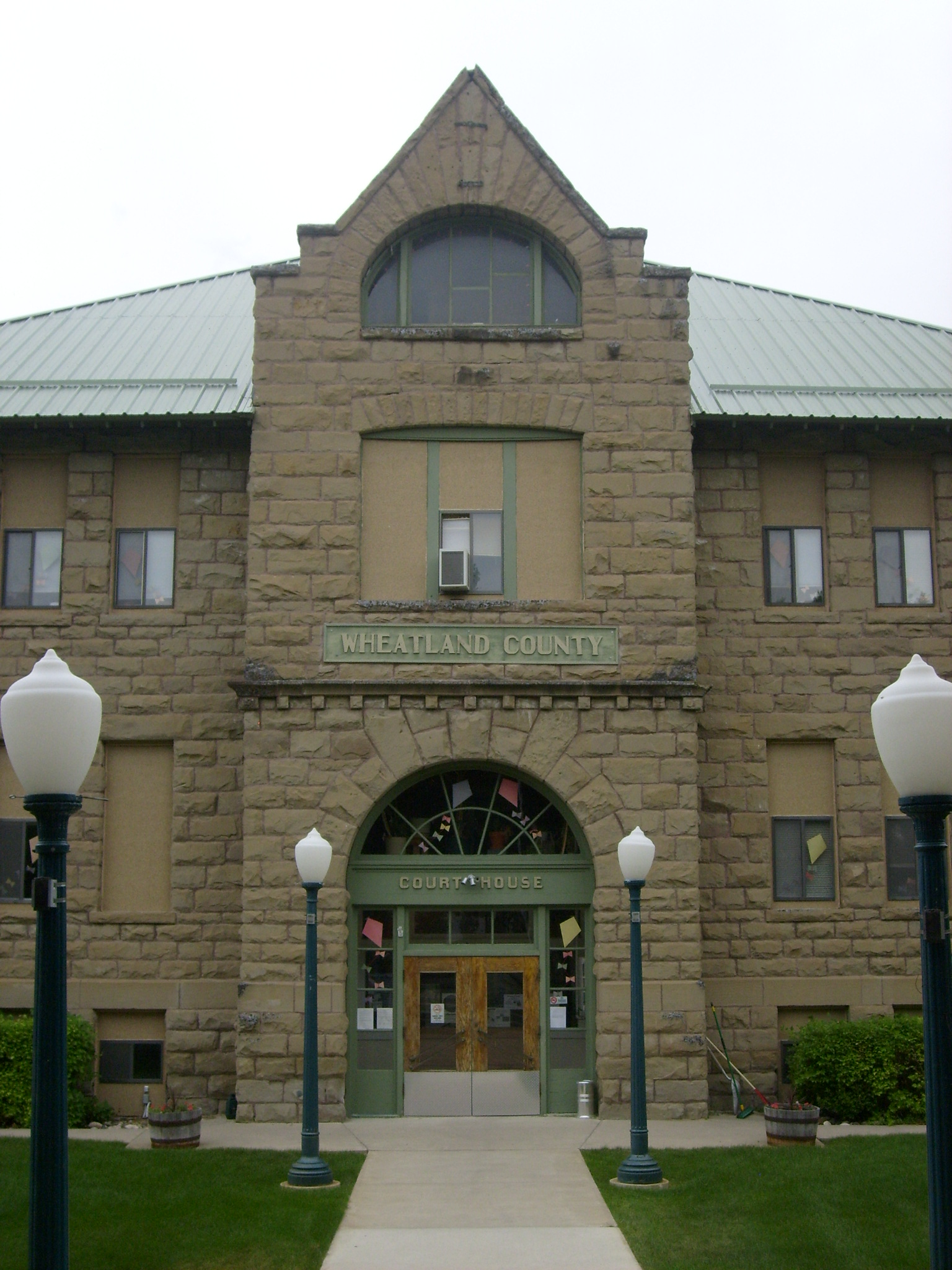
Wheatland County Courthouse in Harlowton

Harlowton liegt im Zentrum Montanas an den Hängen der Crazy Mountains. Weitere Gebirgszüge in der Umgebung sind die Big Snowy Mountains, die Little Belt Mountains, die Bull Mountains und die Castle Mountains. Das Stadtgebiet hat eine Größe von 1,5 km².
Im Jahr 2010 betrug die Einwohnerzahl 997.